# Бартельс, Пауль Рудольф Август
Пауль Рудольф Август Бартельс (нем. Paul Rudolph August Bartels; 7 декабря 1874, Берлин — 23 января 1914, Кёнигсберг) — немецкий физиолог.

## Биография
Изучал медицину в Берлинском и Гейдельбергском университетах. В 1897 году защитил диссертацию на тему «О половых различиях черепа» (нем. Über Geschlechtsunterschiede am Schädel).
Работал патологоанатомом в Берлине, затем в Грайфсвальде, после чего хабилитировался и приступил к преподаванию в Кёнигсберге, но внезапно умер.
Наиболее известен как автор третьей редакции (1908) знаменитого компендиума «Женщина в естествоведении и народоведении» (нем. Das Weib in der Natur- und Völkerkunde) — труда Г. Г. Плосса (1885), с 1887 года выходившего в редакции его отца М. Бартельса. Эта книга, обычно упоминавшаяся как «Плосс и Бартельс» (Ploss & Bartels), по мнению рецензента английского перевода 1935 года, стала «самым исчерпывающим и полным описанием женщины, какое у нас есть».
Опубликовал также монографию «Лимфатическая система» (нем. Lymphgefässsystem; 1909) и ряд статей, в том числе описание туберкулёзного поражения грудных позвонков с образованием горба у скелета, который принадлежал человеку, жившему за 5000 лет до н. э.
Сын медика Максимилиана Бартельса.